# Claire de Castelbajac
Claire de Castelbajac (Parigi, 26 ottobre 1953 – Tolosa, 22 gennaio 1975) è stata una restauratrice francese.
Nota per la sua testimonianza sulla gioia nella vita spirituale, è stata dichiarata serva di Dio dalla Chiesa cattolica, che nel 1990 ha avviato il suo processo di beatificazione.

## Biografia

### L'infanzia in Marocco e in Francia
Passa i primi anni della sua infanzia in Marocco, per poi trasferirsi con la famiglia in Francia, nel Gers.
Cresciuta in una famiglia cattolica, ha un carattere aperto ed entusiasta, ma già da bambina numerose malattie ne rivelano la gracilità di salute.
Da adolescente desidera un futuro come missionaria. Nel 1968 è colpita del vento di contestazione che soffia sulla Chiesa e si impegna nella preghiera, in particolare alla Vergine Maria.

### Gli anni a Roma
Dopo aver iniziato gli studi universitari a Tolosa, Claire decide di seguire la sua passione per l'arte pittorica e nel 1972 si trasferisce a Roma, dove si specializza nel restauro di opere d'arte presso l'Istituto centrale del restauro. Anche in questo periodo Claire sente e condivide con le persone che la circondano la sua vocazione alla felicità ma conosce, al tempo stesso, un periodo di crisi spirituale.
Nell'estate del 1974, Claire si reca per alcune settimane in pellegrinaggio con un gruppo di amici in Terra santa, sotto la guida di un padre domenicano. Questa esperienza si rivela fondamentale per la sua vita spirituale, che si orienta ormai verso una piena disponibilità a Dio.
Dopo il ritorno dalla Terra Santa, Claire lavora sugli affreschi di Santa Chiara, nella basilica di San Francesco di Assisi. È un periodo intenso, di preghiera e di interiorizzazione, vissuto a contatto con le monache benedettine presso le quali sceglie di alloggiare.

### La morte
Rientrata per un breve periodo in Francia, il 30 dicembre 1974 trascorre la giornata prosternata in ginocchio davanti alla Grotta di Massabielle presso Lourdes dove prega a lungo la Beata Vergine. Sabato 4 gennaio è colpita da una meningoencefalite virale fulminante. Il 17, incosciente, riceve l'unzione degli ammalati. La sera del 20 cade in coma irreversibile. Muore mercoledì 22 gennaio 1975, verso le cinque del pomeriggio.
Dal 2004 il suo corpo è conservato all'interno della chiesa dell'abbazia di Santa Maria di Boulaur.

## Dopo la morte

### La riscoperta e la valorizzazione
Il pensiero e la testimonianza di Claire de Castelbajac sono stati noti in vita solo alle persone che l'hanno incontrata e conosciuta. La raccolta delle sue lettere è stata infatti pubblicata postuma, nel 1977, insieme ad alcune testimonianze biografiche. Negli anni successivi il suo pensiero e la sua testimonianza sono stati oggetto di riflessione e rielaborazione, che si sono tradotti nella realizzazione di studi e pubblicazioni che l'hanno fatto conoscere al di là dei confini francesi. La sua vita ha inoltre ispirato la composizione di spettacoli teatrali, come Claire de Castelbajac, ou quand la lumière nous traverse (Quando la luce ci attraversa, 2010).

### Il processo di beatificazione
L'inchiesta ufficiale in vista della sua eventuale beatificazione è iniziata nel 1990 e si è conclusa a livello diocesano il 16 febbraio 2008. Il decreto di validità dell'inchiesta diocesana è stato firmato a Roma il 4 giugno 2009 da monsignor Angelo Amato, prefetto della Congregazione per le Cause dei Santi.